# 威屯卡 (佛羅里達州)
威屯卡（英語：Wetumpka）是位於美國佛羅里達州加茲登縣的一個非建制地區。該地的面積和人口皆未知。

## 地理
威屯卡的座標為30°28′59″N 84°27′23″W / 30.48306°N 84.45639°W，而該地的平均海拔高度為59米（即194英尺）。